# Эскадренные миноносцы типа «Бустаманте»
Эскадренные миноносцы типа «Бустаманте» — тип эскадренных миноносцев ВМС Испании. Строились по английскому проекту, имели трехвальную ЭУ. Сданы на слом в 1930-1932 годах.

## Представители проекта
| Эсминец                         | Заложен | Спущен на воду | Начало службы | Конец службы |
| ------------------------------- | ------- | -------------- | ------------- | ------------ |
| «Bustamante»                    | 08.1911 | 03.01.1913     | 03.1914       | Списан 1931  |
| «Requesens» (затем - "Cadarsó") | 11.1912 | 10.12.1913     | 08.1916       | Списан 1930  |
| «Villaamil»                     | 09.1913 | 18.12.1914     | 08.1917       | Списан 1932  |